# Dongusaurus
Dongusaurus — вимерлий рід тероцефалових терапсид.